# Grammy Award for Best Spoken Word Album for Children

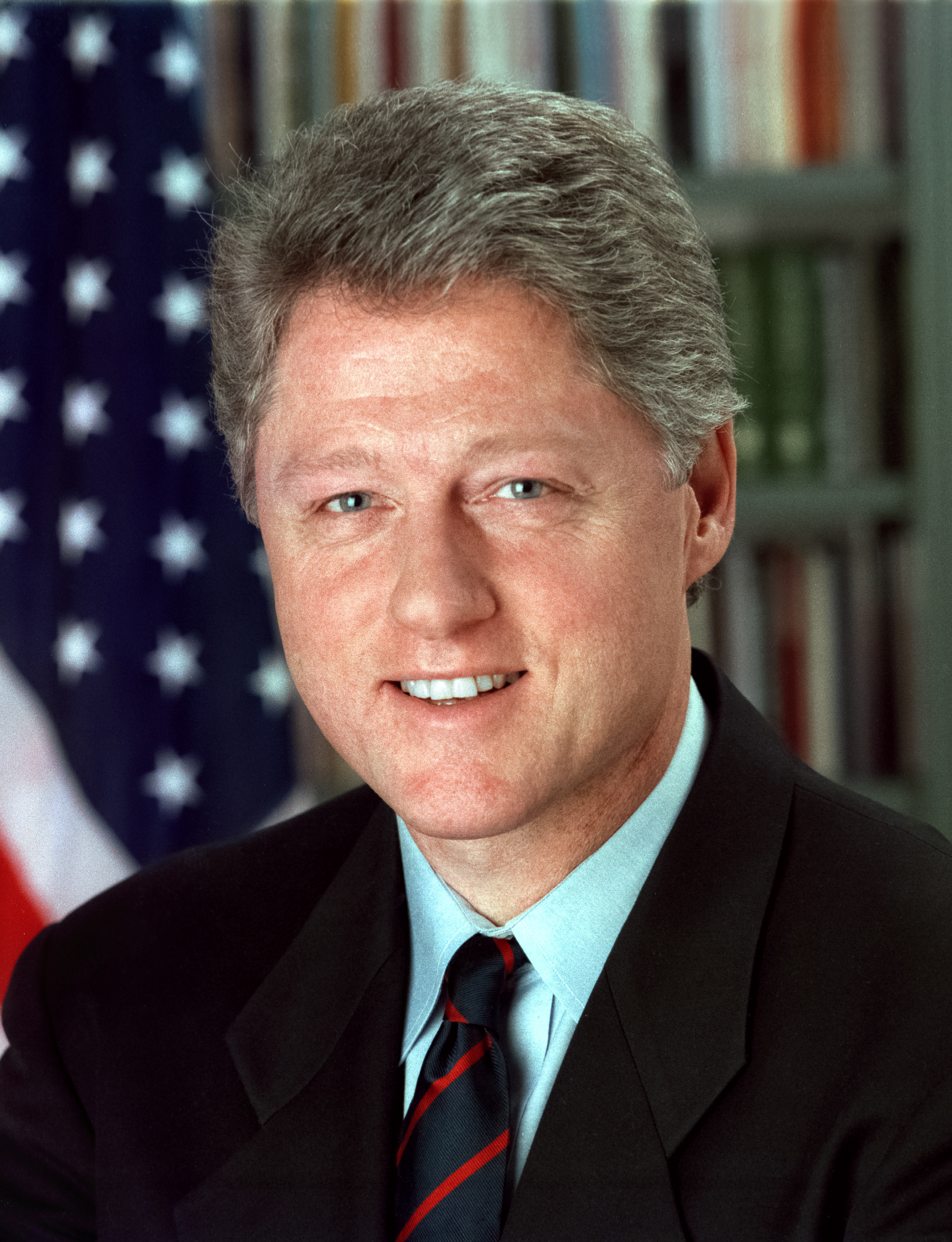
Bill Clinton hat den Grammy Award for Best Spoken Word Album for Children 2004 zusammen mit Michail Gorbatschow und Sophia Loren erhalten.

Der Grammy Award for Best Spoken Word Album for Children, auf Deutsch „Grammy-Auszeichnung für das beste gesprochene Album für Kinder“, ist ein Musikpreis, der von 1994 bis 2011 von der amerikanischen Recording Academy verliehen wurde.

## Geschichte und Hintergrund
Die seit 1959 verliehenen Grammy Awards werden jährlich in zahlreichen Kategorien von der Recording Academy in den Vereinigten Staaten vergeben, um künstlerische Leistung, technische Kompetenz und hervorragende Gesamtleistung ohne Rücksicht auf die Album-Verkäufe oder Chart-Position zu würdigen.
Eine dieser Kategorien ist der Grammy Award for Best Spoken Word Album for Children. Der Preis wurde von 1994 bis 2011 vergeben und ging im ersten Jahr an Audrey Hepburn und die Produzenten Deborah Raffin und Michael Viner für das Album Audrey Hepburn’s Enchanted Tales.
Tom Chapin und die Produzenten Arnold Cardillo und David Rapkin sowie der Tontechniker Rory Young halten mit insgesamt drei Siegen den Rekord für die meisten Siege in dieser Kategorie.

## Gewinner und Nominierte
| Jahr | Gewinner | Nationalität                                     | Werk                                                                  | Nominierte | Bild des/der Gewinner(s) |
| ---- | --- | ------------------------------------------------ | --------------------------------------------------------------------- | --- | --- |
| 1994 | Audrey Hepburn Deborah Raffin und Michael Viner (Produzenten)                                                                        | Vereinigtes Königreich                           | Audrey Hepburn’s Enchanted Tales                                      | - John Cleese – Did I Ever Tell You How Lucky You Are? (Dr. Seuss) (Sharon Lerner, Produzent) - Danny Glover und Dr. John – Brer Rabbit and Boss Lion (Dr. John, Ken Hoin und Doris Wilhousky, Produzenten) - Sesame Street Muppets – The Muppet Christmas Carol Story Album (Ed Mitchell Produzent) - Verschiedene Künstler – Aladdin Sound and Story Theater (Ted Kryczko, Produzent)                                                                                      | |
| 1995 | Verschiedene Künstler Robert Guillaume (Erzähler), Randy Thornton und Ted Kryczko (Produzenten)                                      |                                                  | The Lion King Read-Along                                              | - Amy Grant – The Creation (Bela Fleck, Brian Gleeson und Craig Rogers, Produzenten) - John Hurt – Aladdin and the Magic Lamp (Brian Gleeson, Mickey Hart und C.W. Rogers, Produzenten) - Garrison Keillor – Johnny Appleseed (Ken Hoin und Mark O’Connor, Produzenten) - Verschiedene Künstler – The Magic School Bus: Fun With Sound (John Wynne, Produzent) | |
| 1996 | Patrick Stewart Dan Broatman und Martin Sauer (Produzenten)                                                                          | Vereinigtes Königreich                           | Prokofjew: Peter and the Wolf                                         | - Morgan Freeman – Follow the Drinking Gourd (Taj Mahal, John McCally und Doris Wilhousky, Produzenten) - David Holt and Bill Mooney – Why the Dog Chases the Cat: Great Animal Stories (David Holt and Bill Mooney Produzenten) - B.B. King und Denzel Washington – John Henry (B.B. King und Doris Wilhousky, Produzenten) - Winona Ryder – The Diary of a Young Girl (Lauren Krenzel, Produzent)                                                                          | |
| 1997 | David Holt Steven Heller, David Holt und Virginia Callaway (Produzenten)                                                             | Vereinigte Staaten                               | Stellaluna                                                            | - Melissa Manchester – The Wonderful O (James Thurber und Deborah Raffin, Produzenten) - Carl Reiner – The Prince and the Pauper (Mark Twain) (Victoria Preminger, Produzent) - Robin Williams – Jumanji (Chris Van Allsburg) (Susan Dudnick Boer, Produzent) - Michael York – Treasure Island (Robert Louis Stevenson) (Shauna Zurbrugg, Produzent) | |
| 1998 | Charles Kuralt John McElroy (Produzent)                                                                                              | Vereinigte Staaten                               | Winnie-the-Pooh                                                       | - Long John Baldry – The Original Story of Winnie-the-Pooh - Gabriel Byrne – The Star-Child and the Nightingale & the Rose - Eric Idle – The Quite Remarkable Adventures of the Owl and the Pussycat | |
| 1999 | Verschiedene Künstler Dan Musselman und Stefan Rudnicki (Produzenten)                                                                |                                                  | The Children’s Shakespeare                                            | - Miguel Ferrer – Disney’s The Lion King II: Simba's Pride Read-Along (Randy Thornton Produzent) - June Foray – Disney’s Mulan Read and Sing Along (Ted Kryczko und Randy Thornton, Produzenten) - Bill Harley – Weezie and the Moon Pies (Bill Harley, Produzent) - Sharon Kennedy – The Patchwork Quilt and Other Stories From Around the World (Bing Broderick, Kennedy und Steve Netsky, Produzenten) - Sesame Street Muppets – Elmo’s New Laugh (Ed Mitchell Produzent) | |
| 2000 | Graham Greene, Wynton Marsalis und Kate Winslet David Frost und Steven Epstein (Produzenten)                                         | Kanada Vereinigte Staaten Vereinigtes Königreich | Listen to the Storyteller                                             | - Jim Dale – Harry Potter and the Sorcerer's Stone (Kathy Hale, Produzent) - Bill Harley – The Battle of Mad Scientists and Other Tales of Survival (Debbie Block und Bill Harley, Produzenten) - Hayden Panettiere – A Bug’s Life Read-Along (Randy Thornton und Ted Kryczko, Produzenten) - Sesame Street Muppets – Let’s Eat! (Ed Mitchell, Produzent) | An African-American male playing a trumpet. He is wearing glasses and a light blue suit.                                            |
| 2001 | Jim Dale David Rapkin (Produzent) | Vereinigtes Königreich                           | Harry Potter and the Goblet of Fire                                   | - James Earl Jones – The Christmas Miracle of Jonathan Toomey - Liam Neeson – The Polar Express - Paul Newman – The Adventures of Tom Sawyer - Susan Sarandon – Dinosongs: Poems to Celebrate a T. Rex Named Sue | |
| 2002 | Tom Chapin Arnold Cardillo (Produzent), Rory Young (Toningenieur)                                                                    | Vereinigte Staaten                               | Mama Don’t Allow                                                      | - Tim Curry – A Series of Unfortunate Events – Book 1: The Bad Beginning - Tim Curry – A Series of Unfortunate Events — Book 1: The Bad Beginning - Verschiedene Künstler – Dr. Seuss – How the Grinch Stole Christmas! – CD Read-Along - Ruth Westheimer – Timeless Tales and Music of Our Time | A Caucasian man wearing a denim jacket with blue eyes and dark blonde hair. Two orange lights are in the background.                |
| 2003 | Tom Chapin Arnold Cardillo (Produzent), Rory Young (Toningenieur)                                                                    | Vereinigte Staaten                               | There Was an Old Lady Who Swallowed a Fly                             | - Jamie Lee Curtis – The Jamie Lee Curtis Audio Collection - John Lithgow and verschiedene Künstler – Ogden Nash’s the Christmas That Almost Wasn’t - Jerry Seinfeld – Halloween - Verschiedene Künstler – Monsters, Inc. DVD Read-Along | A Caucasian man wearing a denim jacket with blue eyes and dark blonde hair. Two orange lights are in the background.                |
| 2004 | Bill Clinton, Michail Gorbatschow und Sophia Loren Wilhelm Hellweg (Produzent), Jean-Marie Geijsen (Toningenieur)                    | Vereinigte Staaten Russland Italien              | Prokofiew: Peter And The Wolf – Beintus: Wolf Tracks                  | - Jim Broadbent – Winnie-the-Pooh - Jim Dale – Harry Potter and the Order of the Phoenix - Eric Idle – Charlie and the Chocolate Factory - Carl Reiner – Tell Me a Scary Story | A presidential photograph of a Caucasian man wearing a suit with a black tie. An American flag and bookshelf are in the background. |
| 2005 | Tom Chapin Arnold Cardillo (Produzent), Rory Young (Toningenieur)                                                                    | Vereinigte Staaten                               | The Train They Call the City of New Orleans                           | - Marin Alsop – The Story of Classical Music - John Lithgow – The Emperor’s New Clothes - Verschiedene Künstler – Green Eggs and Ham and Other Servings of Dr. Seuss - Elaine Stritch – The Best Halloween Ever | A Caucasian man wearing a denim jacket with blue eyes and dark blonde hair. Two orange lights are in the background.                |
| 2006 | Verschiedene Künstler Christopher B. Cerf und Marlo Thomas (Produzenten), Nick Cipriano (Toningenieur)                               |                                                  | Marlo Thomas & Friends: Thanks & Giving All Year Long                 | - Jim Dale – Harry Potter and the Half-Blood Prince - Roy Dotrice – Pooh’s Heffalump - Ray Romano – Raymie, Dickie, and the Bean: Why I Love and Hate My Brothers - Verschiedene Künstler – A Series of Unfortunate Events: The Bad Beginning (David Rapkin, Produzent) | |
| 2007 | Bill Harley David Correia (Toningenieur)                                                                                             | Vereinigte Staaten                               | Blah Blah Blah: Stories About Clams, Swamp Monsters, Pirates and Dogs | - Jim Dale – Peter Pan - John McCutcheon – Christmas in the Trenches - Lynn Redgrave – The Witches - Verschiedene Künstler – Disney’s Little Einsteins Musical Missions | |
| 2008 | Jim Dale Orli Moscowitz und David Rapkin (Produzenten), Nikki Banks (Toningenieur)                                                   | Vereinigtes Königreich                           | Harry Potter and the Deathly Hallows                                  | - Milbre Burch – Making the Heart Whole Again: Stories for a Wounded World - Diane Ferlatte – Wickety Whack – Brer Rabbit Is Back - Toni Morrison – Who's Got Game? The Ant Or The Grasshopper? The Lion Or the Mouse? Poppy Or the Snake? - Stanley Tucci und Meryl Streep – The One and Only Shrek | |
| 2009 | Bill Harley Daniel P. Dauterive (Produzent), Beth Anne Austein, David Correia, und Michael Marsolek (Toningenieure)                  | Vereinigte Staaten                               | Yes to Running! Bill Harley Live                                      | - Buck Howdy and BB – Around the Campfire - Gwyneth Paltrow – Brown Bear and Friends - Dean Pitchford – The Big One-Oh - Tony Shalhoub – The Cricket in Times Square | |
| 2010 | Buck Howdy Buck Howdy (Produzent), Steve Wetherbee (Toningenieur)                                                                    | Vereinigte Staaten                               | Aaaaah! Spooky, Scary Stories & Songs                                 | - Ed Asner – Scat - Harlan Ellison – Through the Looking-Glass and What Alice Found There - David Hyde Pierce – The Phantom Tollbooth - Dean Pitchford – Captain Nobody - Verschiedene Künstler – Nelson Mandela’s Favorite African Folktales | |
| 2011 | Julie Andrews und Emma Walton Hamilton Michele McGonigle (Produzent), Cynthia Daniels, John Colucci und Tommy Harron (Toningenieure) | Vereinigtes Königreich                           | Julie Andrews’ Collection of Poems, Songs, and Lullabies              | - Selma Blair – Anne Frank: The Diary of a Young Girl: The Definitive Edition - Bill Harley – The Best Candy in the Whole World - Emma Thompson – Nanny McPhee Returns - Verschiedene Künstler – Healthy Food for Thought: Good Enough to Eat | A Caucasian female with gold earrings, blue eyes, and a necklace in a navy blue outfit. She is standing against a black backdrop.   |